# W. J. T. Mitchell
William John Thomas Mitchell (nacido 24 de marzo de  1942) — conocido como W.J.T. Mitchell — es profesor de Inglés e Historia de Arte en la Universidad de Chicago. También es editor de Critical Inquiry, y contribuye a la revista October.
Sus monografías, Iconology (1986) y Picture Theory (1994), se enfocan en la teoría de los medios de comunicación y la cultura visual. Basándose en las ideas de Sigmund Freud y de Karl Marx, intenta demostrar que, esencialmente,  tenemos que considerar las imágenes como cosas vivientes.  Su colección de ensayos What Do Pictures Want? (2005) ganó por parte de la Asociación de Lengua Moderna el premio James Russell Lowell en 2005. En una entrevista reciente Mitchell localiza su interés en la cultura visual en las primeras obras de William Blake, y su entonces incipiente interés en desarrollar una ciencia de las imágenes. En la misma entrevista habla de su deseo actual en repensar la cultura visual como forma de vida y a la luz de los medios digitales.

## Obras

### Libros
- UImage Science: Iconology, Visual Culture and Media Aesthetics. Chicago, IL: U of Chicago P, 2015. ISBN 978-0-226-23133-4
- Cloning Terror: The War of Images, 9/11 to the Present. Chicago, IL: U of Chicago P, 2011. ISBN 978-0-226-53259-2
- With Mark B. N. Hansen. Critical Terms for Media Studies. Chicago, IL: U of Chicago P, 2010. ISBN 978-0-226-53254-7
- What Do Pictures Want?: The Lives and Loves of Images. Chicago, IL: U of Chicago P, 2005. ISBN 978-0-226-53245-5
- The Last Dinosaur Book: The Life and Times of a Cultural Icon. Chicago, IL: U of Chicago P, 1998. ISBN 978-0-226-53204-2
- Picture Theory: Essays on Verbal and Visual Representation. Chicago: U of Chicago P, 1994. ISBN 978-0-226-53232-5
- Iconology: Image, Text, Ideology. Chicago: U of Chicago P, 1986. pbk. ISBN 978-0-226-53229-5
- Against Theory: Literary Studies and the New Pragmatism. Chicago: U of Chicago P, 1985. pbk. ISBN 978-0-226-53227-1
- The Politics of Interpretation. Chicago: U of Chicago P, 1983. ISBN 978-0-226-53219-6
- On Narrative. Chicago: U of Chicago P, 1981. ISBN 978-0-226-53217-2 review:  from American Anthropologist
- The Language of Images. Chicago: U of Chicago P, 1980. pbk. ISBN 978-0-226-53215-8
- Blake's Composite Art: A Study of the Illuminated Poetry. Princeton: Princeton UP. 232 pp. 112 plates, 1978.

### Ensayos y trabajos cortos
- Bhabha, Homi, and W. J. T. Mitchell. "Edward Said: Continuing the Conversation." Critical Inquiry 31, no. 2 (Winter, 2005): 365-529.
- Mitchell, W. J. T. "Edward Said: Continuing the Conversation." Critical Inquiry 31, no. 2 (Winter, 2005): 365-370.
- "Secular Divination: Edward Said's Humanism." Critical Inquiry 31, no. 2 (Winter, 2005): 462-471.
- "The Future of Criticism-A Critical Inquiry Symposium." Critical Inquiry 30, no. 2 (Winter, 2004): 324-483.
- "Romanticism and the Life of Things: Fossils, Totems, and Images." in Things., Edited by Bill Brown. Chicago, IL: U of Chicago P, 2004.
- "The Commitment to Form; Or, Still Crazy After all these Years." PMLA: Publications of the Modern Language Association of America 118, no. 2 (Mar, 2003): 321-325.
- "Remembering Edward Said." Chronicle of Higher Education 50, no. 7 (Oct 10, 2003): B10-B11.
- "The Serpent in the Wilderness: Space, Place, and Landscape in the Eighteenth Century." in Acts of Narrative., Edited by Carol Jacobs, Henry Sussman. Stanford, CA: Stanford UP, 2003.
- "The Work of Art in the Age of Biocybernetic Reproduction." Modernism/Modernity 10, no. 3 (Sept, 2003): 481-500.
- "Showing Seeing: A Critique of Visual Culture". In: Michael Ann Holly and Keith Moxey (eds.), Art History, Aesthetics, Visual Studies. Clark Art Institute and Yale University Press, 2002: 231-250.
- "911: Criticism and Crisis." Critical Inquiry 28, no. 2 (Winter, 2002): 567-572.
- "The Surplus Value of Images." Mosaic: A Journal for the Interdisciplinary Study of Literature 35, no. 3 (Sept, 2002): 1-23.
- "Romanticism and the Life of Things: Fossils, Totems, and Images." Critical Inquiry 28, no. 1 (Autumn, 2001): 167-184.
- "Seeing Disability." Public Culture 13, no. 3 [35] (Fall, 2001): 391-397.
- "Holy Landscape: Israel, Palestine, and the American Wilderness." Critical Inquiry 26, no. 2 (Winter, 2000): 193-223.
- "La Plus-Value Des Images." Etudes Littéraires 32-33, no. 3-1 (Autumn-2001 Winter, 2000): 201-225.
- "The Panic of the Visual: A Conversation with Edward W. Said." in Edward Said and the Work of the Critic: Speaking Truth to Power., Edited by Paul A. Bové. Durham, NC: Duke UP, 2000.
- "The Panic of the Visual: A Conversation with Edward W. Said." Boundary 2: An International Journal of Literature and Culture 25, no. 2 (Summer, 1998): 11-33.
- "The Romantic Education of W. J. T. Mitchell." in U of Maryland, College Park, MD Pagination: 34 Paragraphs., Edited by Wang, Orrin N. C. (ed.), The Last Formalist, or W.J.T.Mitchell as Romantic Dinosaur1997.
- "The Violence of Public Art: Do the Right Thing." in Spike Lee's do the Right Thing., Edited by Mark A. Reid. Cambridge, England: Cambridge UP, 1997.
- "Chaosthetics: Blake's Sense of Form." Huntington Library Quarterly: Studies in English and American History and Literature 58, no. 3-4 (1996): 441-458.
- "Visible Language: Blake's Wond'Rous Art of Writing." in William Blake., Edited by David Punter. New York: St. Martin's, 1996.
- "What do Pictures really Want?" October 77, (Summer, 1996): 71-82.
- "Why Comparisons are Odious." World Literature Today: A Literary Quarterly of the University of Oklahoma 70, no. 2 (Spring, 1996): 321-324.
- Amrine, Frederick, Martha Banta, Antoine Compagnon, Heather Dubrow, James D. Fernández, Sue Houchins, and W. J. T. Mitchell, et al. "The Status of Evidence: A Roundtable." PMLA: Publications of the Modern Language Association of America 111, no. 1 (Jan, 1996): 21-31.
- "Postcolonial Culture, Postimperial Criticism." in The Post-Colonial Studies Reader., Edited by Bill Ashcroft, Gareth Griffiths and Helen Tiffin. London: Routledge, 1995.
- "Narrative, Memory, and Slavery." in Cultural Artifacts and the Production of Meaning: The Page, the Image, and the Body., Edited by Margaret J. M. Ezell, Katherine O'Brien O'Keeffe. Ann Arbor, MI: U of Michigan P, 1994.
- "Ekphrasis and the Other." South Atlantic Quarterly 91, no. 3 (Summer, 1992): 695-719.
- "Postcolonial Culture, Postimperial Criticism." Transition 56, (1992): 11-19.
- "Iconology and Ideology: Panofsky, Althusser, and the Scene of Recognition." in Image and Ideology in Modern/Postmodern Discourse., Edited by David B. Downing, Susan Bazargan. Albany: State U of New York P, 1991.
- "Against Comparison: Teaching Literature and the Visual Arts." in Teaching Literature and Other Arts., Edited by Jean-Pierre Barricelli, Joseph Gibaldi and Estella Lauter. New York: Mod. Lang. Assn. of Amer., 1990.
- "Influence, Autobiography, and Literary History: Rousseau's Confessions and Wordsworth's the Prelude." ELH 57, no. 3 (Fall, 1990): 643-664.
- "Essays Toward a New Art History." Critical Inquiry 15, no. 2 (Winter, 1989): 226-406.
- "Image and Text in Songs." in Approaches to Teaching Blake's Songs of Innocence and of Experience., Edited by Robert F. Gleckner, Mark L. Greenberg. New York: Mod. Lang. Assn. of Amer., 1989.
- "Space, Ideology, and Literary Representation." Poetics Today 10, no. 1 (Spring, 1989): 91-102.
- "Tableau and Taboo: The Resistance to Vision in Literary Discourse." CEA Critic: An Official Journal of the College English Association 51, no. 1 (Fall, 1988): 4-10.
- "Wittgenstein's Imagery and what it Tells Us." New Literary History: A Journal of Theory and Interpretation 19, no. 2 (Winter, 1988): 361-370.
- "How Good is Nelson Goodman?" Poetics Today 7, no. 1 (1986): 111-115.
- "Visible Language: Blake's Wond'Rous Art of Writing." in Romanticism and Contemporary Criticism., Edited by Morris Eaves, Michael Fischer. Ithaca: Cornell UP, 1986.
- "The Politics of Genre: Space and Time in Lessing's Laocoon." Representations 6, (Spring, 1984): 98-115.
- "What is an Image?" New Literary History: A Journal of Theory and Interpretation 15, no. 3 (Spring, 1984): 503-537.
- "Metamorphoses of the Vortex: Hogarth, Turner, and Blake." in Articulate Images: The Sister Arts from Hogarth to Tennyson., Edited by Richard Wendorf. Minneapolis: U of Minnesota P, 1983.
- "Critical Inquiry and the Ideology of Pluralism." Critical Inquiry 8, no. 4 (Summer, 1982): 609-618.
- "Dangerous Blake." Studies in Romanticism 21, no. 3 (Fall, 1982): 410-416.
- "How Original was Blake?" Blake: An Illustrated Quarterly 14, (-1981, 1980): 116-120.
- "The Language of Images." Critical Inquiry 6, no. 3 (Spring, 1980): 359-567.
- "On Narrative." Critical Inquiry 7, no. 1 (Fall, 1980): 1-236.
- "Spatial Form in Literature: Toward a General Theory." Critical Inquiry: A Voice for Reasoned Inquiry into Significant Creations of the Human Spirit 6, (1980): 539-567.
- "Spatial Form in Literature: Toward a General Theory." Critical Inquiry 6, no. 3 (Spring, 1980): 539-567.
- "Critical Inquiry After Sheldon Sacks." Bulletin of the Midwest Modern Language Association 12, no. 1 (Spring, 1979): 32-36.
- "On Sheldon Sacks." Critical Inquiry 6, no. 2 (Winter, 1979): 181-229.
- "Style as Epistemology: Blake and the Movement Toward Abstraction in Romantic Art." Studies in Romanticism 16, (1977): 145-164.
- Mitchell, W. J. T., and Gerald Graff. "Intellectual Politics and the Malaise of the Seventies." Salmagundi 47-48, (1980): 67-77.
- Mitchell, W. J. T., and Paul Hernadi. "On Narrative."
- Mitchell, W. J. T., and Winfried Menninghaus. "Angelus Novus: Perspectives on Walter Benjamin." Critical Inquiry 25, no. 2 (Winter, 1999).
- Mitchell, W. J. T., Louis A. Renza, and (reply). "Going Too Far with the Sister Arts." in Space, Time, Image, Sign: Essays on Literature and the Visual Arts., Edited by James A. W. Heffernan. New York: Peter Lang, 1987.
- Mitchell, W. J. T., and Gabriele Schabacher. "Der Mehrwert Von Bildern." in Die Addresse Des Mediums., Edited by Stefan Andriopoulos, Gabriele Schabacher, Eckhard Schumacher, Bernhard Dotzler, Erhard Schüttpelz and Georg Stanitzek. Cologne, Germany: DuMont, 2001.
- Mitchell, W. J. T., and Nadine Strossen. "A Resounding Rock in Flight." Chronicle of Higher Education 47, no. 12 (Nov 17, 2000): B4.
- Mitchell, W. J. T., and Ilse Utz. "Postkoloniale Kultur, Postimperiale Kritik." Neue Rundschau 107, no. 1 (1996): 20-25.
- Mitchell, W. J. T., Orrin N. C. Wang, and (interview and gloss). "An Interview with Orrin N. C. Wang." in U of Maryland, College Park, MD Pagination: 22 Paragraphs., Edited by Wang, Orrin N. C. (ed.), The Last Formalist, or W.J.T.Mitchell as Romantic Dinosaur1997.
- Surette, Leon, and W. J. T. Mitchell. "Rational Form in Literature." Critical Inquiry 7, no. 3 (Spring, 1981): 612-621.